# Hermann von Rampacher
Paul Friedrich Hermann Rampacher, von Rampacher depuis 1903, (né le 24 mai 1854 à Stuttgart et mort le 25 septembre 1933 dans la même ville) est un général d'infanterie wurtembergeois.

## Biographie

### Famille
Rampacher est issu d'une famille d'officiers du Wurtemberg. Son père est le colonel et commandant du 7e régiment d'infanterie (de) Karl August Hermann von Rampacher (1817-1871).

### Carrière militaire
Il étudie au lycée de Louisbourg, d'Ulm et de Stuttgart ainsi que l'école polytechnique de la capitale du Wurtemberg. Rampacher est ensuite diplômé de l'école des cadets de Louisbourg et est nommé enseigne porte-pee le 21 juillet 1870 dans le 125e régiment d'infanterie (de) de l'armée wurtembergeoise. Avec le régiment, il participe aux batailles de Sedan et de Villiers ainsi qu'à l'encerclement et au siège de Paris lors de la guerre suivante contre la France en 1870/71. Le 30 décembre 1870, Rampacher est nommé sous-lieutenant pour la durée de la guerre et le 1er avril 1871, il reçoit la croix de fer de 2e classe.
Après l'accord de paix, Rampacher quitte le service militaire le 23 octobre 1871 à sa propre demande. Il est promu sous-lieutenant de réserve le 8 septembre 1873 avec un brevet du 30 décembre 1870. Rampacher retourne ensuite au service actif dans son ancien régiment le 7 juillet 1876, est promu premier lieutenant le 30 avril 1877 et agit comme adjudant de bataillon du 1er mars 1879 au 1er décembre 1883. Lors de sa promotion au grade de capitaine le 14 juin 1886, il est muté et nommé commandant de compagnie dans le 123e régiment de grenadiers (de). Rampacher rejoint le 119e régiment de grenadiers (de) en tant que major le 14 juillet 1895 et est promu commandant de bataillon un mois plus tard. À partir du 18 mai 1900, il est lieutenant-colonel à l'état-major du 123e régiment de grenadiers. Le 15 mai 1903, le roi Guillaume II décerne à Rampacher la croix d'honneur de l'ordre de la Couronne de Wurtemberg. Cela est associé à l'élévation à la noblesse personnelle et il est autorisé à s'appeler « von Rampacher » après avoir été inscrit au registre de la noblesse.
Promu colonel le 24 avril 1904, Rampacher commande le 120e régiment d'infanterie (de) jusqu'au 20 mars 1908. Il devient ensuite général de division et reçoit le commandement en Prusse de la 31e brigade d'infanterie à Trèves. Rampacher abandonne cette brigade le 20 avril 1911, devient lieutenant général et, quittant son commandement en Prusse, devient commandant de la 38e division d'infanterie à Erfurt. Son roi lui décerne la croix de chevalier de l'ordre du Mérite militaire le 30 novembre 1912. En accord avec sa demande d'adieu, Rampacher reçoit la pension légale et la Grand-croix de l'ordre de Frédéric le 21 janvier 1913. Le roi de Prusse Guillaume II honore Rampacher en lui décernant la couronne de l'Étoile de l'ordre de l'Aigle rouge de 2e classe.
Avec le déclenchement de la Première Guerre mondiale, Rampacher est promu lieutenant général et nommé commandant le 2 août 1914 de la 21e division de réserve. Il dirige cette grande unité au 18e corps de réserve, en rompant la neutralité, à travers le Grand-duché de Luxembourg vers la Belgique, qui est également neutre. Ici, Rampacher participe le 22/23 août à la bataille de Neufchâteau puis combat sur la Meuse jusqu'au 29 août. Le 1er septembre 1914, il est relevé de son commandement et nommé inspecteur des camps de prisonniers de guerre dans la zone du 13e corps d'armée. Dans cette fonction, Rampacher exerce également la surveillance militaire sur les hôpitaux de réserve et associatifs, les maisons de convalescence et les maisons de retraite privées, à l'exception des hôpitaux de la forteresse d'Ulm (de). Il est également responsable des hôpitaux de réserve de Stuttgart, Louisbourg, Cannstatt, Feuerbach, Degerloch et Hohenheim. Le 22 mars 1918, le roi Guillaume II lui accorde le grade de général d'infanterie, avant que sa disposition de mobilisation ne soit abrogée à la fin de la guerre.
Hermann von Rampacher est enterré au cimetière boisé de Stuttgart (de).